# Serenade D-Dur, „Posthorn“

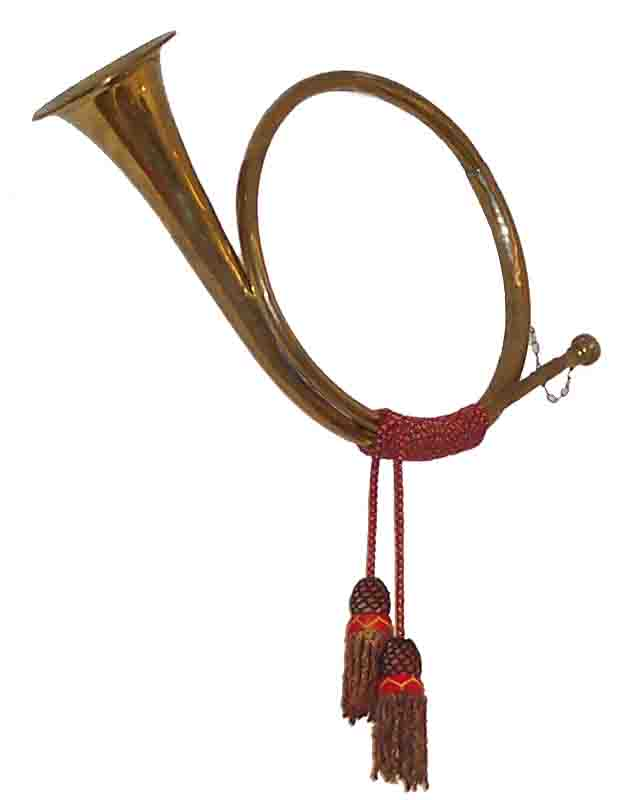
Ein Posthorn, das der Serenade ihren Beinamen gab

Die Serenade für Orchester No. 9 in D-Dur KV 320, Posthorn, wurde von Wolfgang Amadeus Mozart 1779 in Salzburg geschrieben und ist die letzte Serenade, die er in seiner Heimatstadt geschrieben hat. Das Manuskript ist auf den 3. August 1779 datiert. Die Posthorn-Serenade ist den Studenten der Salzburger Universität gewidmet, zur Feier des Studienabschlusses, bevor sie in ihre Heimat zurückkehrten (sogenannte "Finalmusik").
Die Serenade besitzt 7 Sätze und ist geschrieben für 2 Flöten, 2 Oboen, 2 Fagotte, 2 Hörner, 2 Trompeten, Posthorn, Pauken und Streicher.
1. Adagio maestoso - Allegro con spirito
2. Minuetto
3. Concertante: Andante grazioso in G-Dur
4. Rondeau: Allegro ma non troppo  in G-Dur
5. Andantino in d-Moll
6. Minuetto - Trio 1 & 2
7. Finale: Presto

Die Concertante und das Rondo enthalten herausragende Solosequenzen für Flöte und Oboe.
Das erste Trio des zweiten Menuetts weist eine Soloflöte (oder Piccoloflöte) auf, die über den Streichern gespielt wird. Das zweite Trio enthält ein Solo für Posthorn, das der Serenade ihren Beinamen gab.
Die normale Aufführungsdauer umfasst etwa 45 Minuten.